# Pimpla vumbana
Pimpla vumbana är en stekelart som beskrevs av Pierre L. G. Benoit 1953. Pimpla vumbana ingår i släktet Pimpla och familjen brokparasitsteklar. Inga underarter finns listade i Catalogue of Life.